# 박권흠

박권흠(朴權欽, 1932년 3월 12일~2024년 8월 10일)은 대한민국의 정치인이다. 제10·11·12대 국회의원을 지냈다. 종교는 불교이다.

## 학력
- 서울대학교 신문대학원수료

## 경력
- 국제신문정치부장
- 경향신문정치부차장
- 신민당총재비서실장ㆍ당대변인
- 제10대 국회의원(신민당, 경북 경주시·월성군·청도군)
- 제11대 국회의원(민주정의당, 경북 경주시·월성군·청도군)
- 제12대 국회의원(민주정의당, 경북 경주시·월성군·청도군)
- 국회건설위원장ㆍ문교공보위원장
- 한국서화작가협회회장
- 88서울올림픽조직위집행위원
- 한국도로공사이사장
- 대구일보사장
- 한국차인연합회회장
- 국민체육진흥공단상임고문
- 사명당기념사업회부회장
- 대한민국헌정회서화위원장,편집위의장
- 대한민국헌정회 이사

## 역대 선거 결과
|  | 18.02% |

|  | 28.57% |

|  | 40.42% |

|  | 45.7% |

## 같이 보기
- 경주시·월성군·청도군
- 경주시의 국회의원
- 월성군의 국회의원
- 청도군의 국회의원